# 曼氏歧鬚鮠
曼氏歧鬚鮠，為輻鰭魚綱鯰形目倒立鯰科的其中一種，為熱帶淡水魚，分布於非洲肯亞Tana河下游流域，體長可達21.6公分，棲息在岩石底質底中層水域，生活習性不明。